# Nils Larsenfjellet
Nils Larsenfjellet ist ein 2663 m hoher Berg im ostantarktischen Königin-Maud-Land. Er ragt 5 km westlich des Widerøefjellet im Gebirge Sør Rondane auf.
Norwegische Kartografen kartierten den Berg 1957 anhand von Luftaufnahmen, die bei der US-amerikanischen Operation Highjump (1946–1947) erstellt worden waren. Namensgeber ist der norwegische Kapitän Nils Larsen (1900–1976), Schiffsführer der Norvegia bei drei Antarktisfahrten zwischen 1928 und 1931 unter der Leitung des Antarktisforschers Lars Christensen.